# Hans-Jürgen Bloch
Hans-Jürgen Bloch (* 25. Januar 1936 in Lieberose) ist ein deutscher Hörspielautor.
Anfang der 1960er Jahre war er als Regisseur an der Berliner Volksbühne und am Elbe-Elster-Theater Lutherstadt Wittenberg tätig, später wirkte er als Dramaturg am Landestheater Halle. Ab den 1970er Jahren war er für den Rundfunk der DDR als Hörspielautor tätig.

## Theater (Regie)
- 1964: Arthur Fauquez: Ambrosio tötet die Zeit (Elbe-Elster-Theater Lutherstadt Wittenberg)

## Hörspiele
- 1971: Der Kurschatten – Regie: Helmut Hellstorff (Rundfunk der DDR)
- 1972: Der Cheffahrer – oder 18 Kapitel über Mathias Motter – Regie: Barbara Plensat (Rundfunk der DDR)
- 1973: Die merkwürdige Verwandlung der Jenny K. – Regie: Joachim Staritz (Rundfunk der DDR)
- 1974: Nicht nur tausendjährige Eichen – Regie: Joachim Staritz (Rundfunk der DDR)
- 1974: Hundert Mark für eine Unterschrift – Regie: Joachim Staritz (Hörspielreihe: Tatbestand, Nr. 4 – Rundfunk der DDR)